# Ŷubba

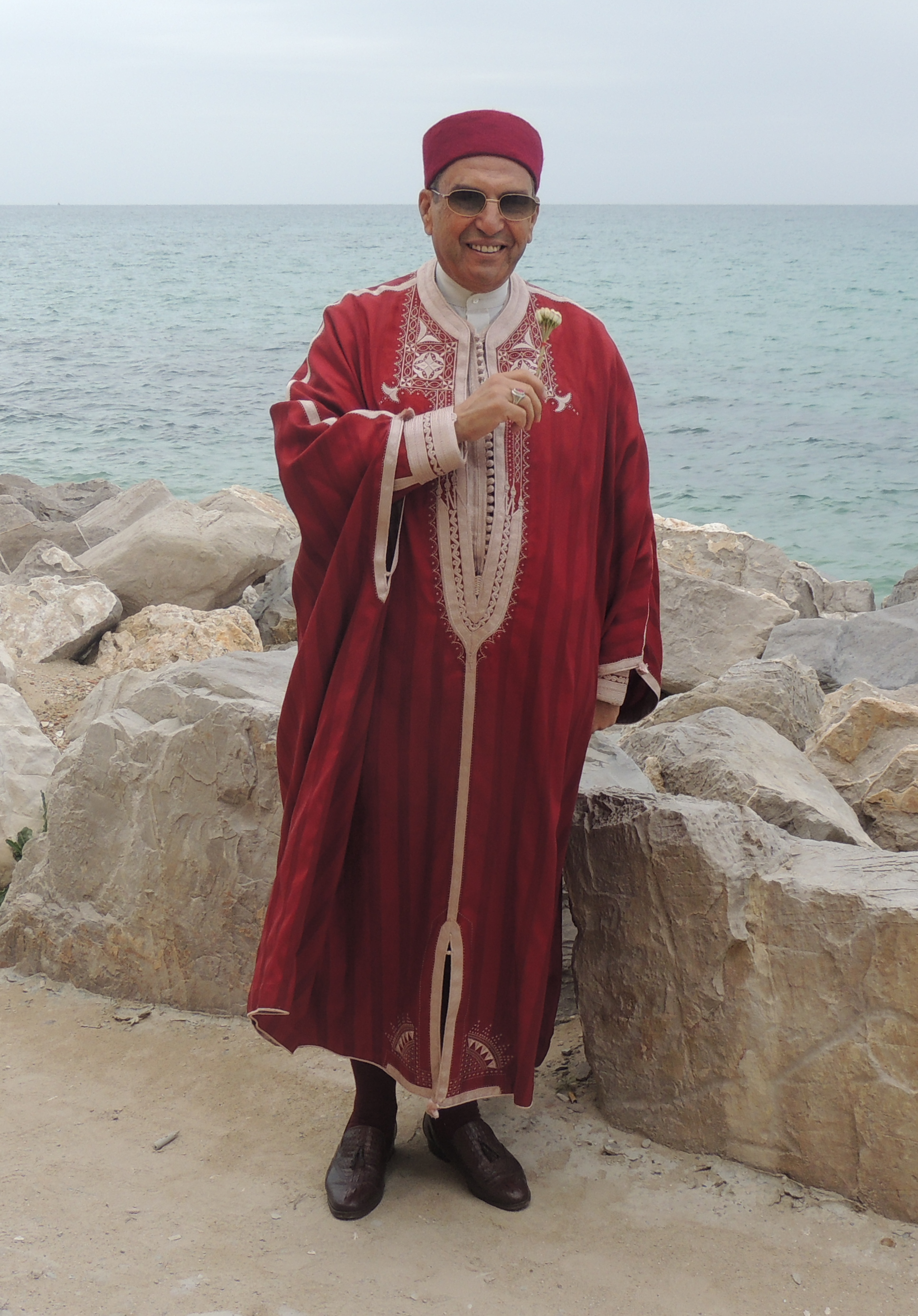
Hombre tunecino portando una yubba.

La ŷubba (en árabe: جُبَّة‎) es una vestimenta masculina usada de manera tradicional y cotidiana en Túnez y otras zonas del mundo árabe. Consiste en una prenda exterior de cuerpo completo, holgada, confeccionada y cosida, con una abertura central que cae desde el cuello y que, por lo general, incluye decoración bordada. Se realizan a base de diferentes tejidos, principalmente lana o seda.
El nombre de ŷubba proviene de la raíz trilítera Ŷ-B-B (ج ب ب) relacionada con «lo que rodea» o «lo que envuelve». Por influencia del francés, lengua colonial tunecina, también es frecuente encontrarlo escrito como jebba. De esta palabra árabe, el idioma español obtuvo dos préstamos, uno directo: aljuba (una vestimenta medieval que portaban las comunidades cristianas andalusíes) y otro indirecto vía el francés: chupa (una chaqueta de cuero).